# Dryosaurus
Dryosaurus var ett släkte växtätande dinosaurie i underordningen ornithopoder.
De flest fynd är från yngre juraperioden för cirka 150 miljoner år sedan. De hittades i Nordamerika, i Frankrike, i Portugal och i Tyskland. Andra fossil upptäcktes i Togo i Afrika. De var ungefär 57 miljoner år gammal från paleocen. Nyare verk listar med Dryosaurus altus endast en art i släktet.
Dryosaurus altus hade tänder längre bak i käken som liknade blad i formen. Den blev 2,5 till 4,2 meter lång och hade en vikt av 77 till 91 kg. Vid händerna förekom fem fingrar och bakbenen var robusta. Det vetenskapliga släktnamnet Dryosaurus betyder trädödla. Det syftar antagligen på att djuret levde i skogar.
Släktets medlemmar var antagligen växtätare.

## Inom populärkulturen
Dryosaurus förekommer både i BBCs TV - serie Dinosauriernas tid, och i Programmet When Dinosaurs Roamed America.